# 大田原市立湯津上中学校
大田原市立湯津上中学校（おおたわらしりつ ゆづかみちゅうがっこう）は、栃木県大田原市湯津上にある公立中学校。
本校と、進学前小学校の湯津上小学校の2校は、コミュニティ・スクールを基盤とした小中一貫教育に取り組んでいる。(佐良土小学校・蛭田小学校・旧湯津上小学校は閉校)

## 進学前小学校・通学区域

### 進学前小学校
- 大田原市立湯津上小学校
- 大田原市立佐良土小学校
- 大田原市立蛭田小学校

### 通学区域
- 湯津上
- 蛭田
- 佐良土
- 片田

## 部活動

### 運動部
- 野球部（男子）
- バレーボール部（女子）
- 柔道部（男子・女子）
- 駅伝部（臨時）（男子・女子）
- 陸上部（臨時）（男子・女子）

### 文化部
- 吹奏楽部（男子・女子）
- 合唱部（臨時）（男子・女子）

## 委員会
- 生徒会執行部
- 学習委員
- 生活委員
- 給食委員
- 選挙管理委員会（臨時）

## 交通
- JR東北本線（宇都宮線）西那須野駅より降車関東自動車大田原市立女子高等学校経由馬頭車庫行きバス乗車後湯津上中学校入口で下車、徒歩19分